# Ciskønnet
Ciskønnet er en betegnelse for personer, hvis kønsidentitet er i overensstemmelse med personens tildelte køn ved fødslen. Det kan således være person som blev tildelt kønnet "kvinde" ved fødslen, og som også oplever sig selv som kvinde, og tilsvarende for en mand. En ciskønnet person kaldes også en ciskvinde hvis det er en kvinde, eller en cismand hvis det er en mand. Man kan også bruge ordene cisperson eller bare cis. Ciskønnet står i modsætning til transkønnet som bruges hvis en person ikke identificerer sig med sit fødselskøn.

## Oprindelse
Ordet ciskønnet er konstrueret med præfikset cis- som stammer fra latin og betyder "på denne side", i modsætning til det latinske præfiks trans- som betyder "på den anden side af".
Ordet stammer på dansk fra det engelske tilsvarende ord cisgender. Det stammer igen fra det tyske zissexuell (cisseksuel) som først blev introduceret i artiklen "Die Transsexuellen und unser nosomorpher Blick" fra 1991 af den tyske sexolog Volkmar Sigusch.